# Lešnica, Ormož
Lešnica este o localitate din comuna Ormož, Slovenia, cu o populație de 206 locuitori.